# Stornoway
Stornoway (gaelsky Steòrnabhagh) je město na ostrově Lewis a Harris ve Skotsku. Má okolo 8000 obyvatel a je hlavním městem Vnějších Hebrid. Téměř polovina obyvatel hovoří skotskou gaelštinou.
Město založili začátkem 9. století Vikingové pod názvem Stjórnavágr (Přístav kormidelníků).
Podnebí je oceánské. Stornoway je významným rybářským přístavem, trajekt je spojuje s Ullapoolem a nachází se zde také letiště. Do roku 1998 zde byla letecká základna RAF Stornoway. Město je známé především produkcí tvídu a uzených ryb, místní masný výrobek Stornoway black pudding má chráněné označení původu. V roce 2001 byl založen pivovar. Rostoucí podíl na ekonomice města má turistický ruch, nachází se zde také pobočka Stirlingské univerzity.
Stavební památkou je novogotický zámek Lews Castle, postavený v polovině 19. století jako sídlo politika Jamese Mathesona.